# Rodrigo Rivas
Rodrigo Rivas (n. Bajo Baudó, Colombia; 11 de abril de 1997) es un futbolista colombiano. Juega de delantero.

## Trayectoria

### Europa
Se inició en el fútbol en las formativas de su país, sin embargo su carrera profesional la hizo en Europa, su primer club fue el Doxa Katokopias de Chipre, luego pasó al club chipriota Anagennisi Dherynia; en el fútbol de Croacia jugó en el NK Rudeš

### España
En España estuvo en varios clubes como el Deportivo Alavés "B", este último club lo cedió a préstamo al Amurrio Club y al Club de Fútbol San Ignacio, en la península ibérica también fichó por el Club Deportivo El Ejido 2012 y en 2021 por el Club Deportivo Marino.

### Técnico Universitario
En la temporada 2021, Rodrigo firmó con Técnico Universitario de Ambato en Ecuador, equipo con el cual disputará la LigaPro Serie A y Copa Ecuador, siendo esta su primera experiencia internacional en Sudamérica.

### Universidad Católica
En 2022 fue fichado por Universidad Católica de Ecuador.

### Orense
El 25 de noviembre del 2022, Orense Sporting Club, anuncia como fichaje al jugador colombiano para la temporada 2023.
Actualmente juega para el club Blooming de Santa Cruz de la Sierra Bolivia 

## Estadísticas

### Clubes
Actualizado al último partido disputado el 29 de octubre de 2023.
| Club                            | Temporada     | Liga          | Liga  | Liga  | Copas nacionales | Copas nacionales | Copas internacionales | Copas internacionales | Otros        | Otros        | Total | Total |
| Club                            | Temporada     | Div.          | Part. | Goles | Part.            | Goles            | Part.                 | Goles                 | Part.        | Goles        | Part. | Goles |
| ------------------------------- | ------------- | ------------- | ----- | ----- | ---------------- | ---------------- | --------------------- | --------------------- | ------------ | ------------ | ----- | ----- |
| Doxa Katokopias Chipre          | 2016-17       | 1.ª           | 2     | 0     | 0                | 0                | —                     | —                     | —            | —            | 2     | 0     |
| Doxa Katokopias Chipre          | Total club    | Total club    | 2     | 0     | 0                | 0                | 0                     | 0                     | 0            | 0            | 2     | 0     |
| Anagennisi Dherynia Chipre      | 2016-17       | 1.ª           | 8     | 1     | 2                | 0                | —                     | —                     | —            | —            | 10    | 1     |
| Anagennisi Dherynia Chipre      | Total club    | Total club    | 8     | 1     | 2                | 0                | 0                     | 0                     | 0            | 0            | 10    | 1     |
| NK Rudeš · Croacia              | 2017-18       | 1.ª           | 2     | 0     | 0                | 0                | —                     | —                     | —            | —            | 2     | 0     |
| NK Rudeš · Croacia              | Total club    | Total club    | 2     | 0     | 0                | 0                | 0                     | 0                     | 0            | 0            | 2     | 0     |
| Deportivo Alavés "B" · España   | 2018-19       | 3.ª           | 13    | 1     | 0                | 0                | Inexistentes          | Inexistentes          | Inexistentes | Inexistentes | 13    | 1     |
| Deportivo Alavés "B" · España   | Total club    | Total club    | 13    | 1     | 0                | 0                | 0                     | 0                     | 0            | 0            | 13    | 1     |
| Amurrio Club · España           | 2018-19       | 3.ª           | 15    | 7     | 0                | 0                | Inexistentes          | Inexistentes          | Inexistentes | Inexistentes | 15    | 7     |
| Amurrio Club · España           | Total club    | Total club    | 15    | 7     | 0                | 0                | 0                     | 0                     | 0            | 0            | 15    | 7     |
| San Ignacio · España            | 2018-19       | 3.ª           | 33    | 14    | 0                | 0                | Inexistentes          | Inexistentes          | Inexistentes | Inexistentes | 33    | 14    |
| San Ignacio · España            | Total club    | Total club    | 33    | 14    | 0                | 0                | 0                     | 0                     | 0            | 0            | 33    | 14    |
| El Ejido · España               | 2020-21       | 4.ª           | 7     | 0     | 1                | 0                | Inexistentes          | Inexistentes          | Inexistentes | Inexistentes | 8     | 0     |
| El Ejido · España               | Total club    | Total club    | 7     | 0     | 1                | 0                | 0                     | 0                     | 0            | 0            | 8     | 0     |
| C. D. Marino · España           | 2021          | 4.ª           | 15    | 5     | 0                | 0                | Inexistentes          | Inexistentes          | Inexistentes | Inexistentes | 15    | 5     |
| C. D. Marino · España           | Total club    | Total club    | 15    | 5     | 0                | 0                | 0                     | 0                     | 0            | 0            | 15    | 5     |
| Técnico Universitario · Ecuador | 2021          | 1.ª           | 10    | 4     | 0                | 0                | Inexistentes          | Inexistentes          | Inexistentes | Inexistentes | 10    | 4     |
| Técnico Universitario · Ecuador | Total club    | Total club    | 10    | 4     | 0                | 0                | 0                     | 0                     | 0            | 0            | 10    | 4     |
| Universidad Católica · Ecuador  | 2022          | 1.ª           | 26    | 3     | 1                | 0                | 10                    | 1                     | 0            | 0            | 37    | 4     |
| Universidad Católica · Ecuador  | Total club    | Total club    | 26    | 3     | 1                | 0                | 10                    | 1                     | 0            | 0            | 37    | 4     |
| Orense · Ecuador                | 2023          | 1.ª           | 23    | 3     | 0                | 0                | —                     | —                     | 0            | 0            | 23    | 3     |
| Orense · Ecuador                | Total club    | Total club    | 23    | 3     | 0                | 0                | 0                     | 0                     | 0            | 0            | 23    | 3     |
| Total carrera                   | Total carrera | Total carrera | 154   | 38    | 4                | 0                | 10                    | 1                     | 0            | 0            | 168   | 39    |
| 1. 2. 3.                        |               |               |       |       |                  |                  |                       |                       |              |              |       |       |